# Mark Lilla
Mark Lilla (né en 1956 à Détroit) est un intellectuel américain, historien des idées, professeur de littérature à l'université Columbia de New York et journaliste. Il écrit fréquemment dans the New York Review of Books et pour The New York Times et est politiquement situé au centre gauche, se définissant lui-même comme « centriste libéral ».

## Biographie
Né dans une famille où personne n'avait fréquenté l'université, Mark Lilla obtient une bourse pour étudier à l'université du Michigan. En 1978, il passe un bachelor en économie et science politique de cette université. En 1980, il obtient un master en politique publique. Il devient éditeur de la revue trimestrielle The Public Interest (en) jusqu'en 1984.
À l'École d'affaires publiques John F. Kennedy de l'université Harvard, il collabore avec Daniel Bell, Judith Shklar et Harvey Mansfield, et obtient son Ph.D. en affaires publiques en 1990.
Après avoir enseigné à l'université de New York et à l'université de Chicago, il devient en 2007 professeur à l'université Columbia. Il assure aussi la Weizmann Memorial Lecture en Israël, les Carlyle Lectures à l'université d'Oxford, et les MacMillan Lectures on Religion, Politics, and Society de l'université Yale.
Après l'élection de Donald Trump, le 18 novembre 2016, une tribune de Mark Lilla parue dans le New York Times et intitulée « La gauche doit dépasser l’idéologie de la diversité » soulève une vive polémique au sein de la gauche américaine. Il y soutient que Donald Trump n’est pas le fond du problème, les démocrates devant davantage s’inquiéter du basculement à droite de la société américaine, « une réalité dont le président n’est qu’un symptôme ». Le Parti démocrate fait, selon lui, l'erreur de ne plus faire l'effort de s'adresser à la communauté entière des Américains et les campus universitaires, qui étaient le principal lieu de diffusion des idées de gauche, sont « le théâtre d'un militantisme radicalisé qui se concentre sur la défense des minorités. »
Dans son ouvrage La Gauche identitaire, l'Amérique en miettes, Lilla évoque la dérive d'une partie de la gauche américaine qui se matérialise par l'essor de la Woke culture, la cancel culture, la multiplication des représentations simplificatrices et binaires, de factions universitaires qui veulent ostraciser leurs adversaires et par l'hystérisation des débats politiques et idéologiques. Selon lui, « les États-Unis sont en proie à une hystérie morale sur les questions de race et de genre qui rend impossible tout débat public rationnel »

## Écrits
Les écrits de Mark Lilla traitent de façon récurrente de l'héritage contesté  des Lumières, en particulier dans les domaines politique et religieux.

### Ouvrages traduits en français
- Le Dieu mort-né La religion, la politique et l'Occident moderne [« The Stillborn God: Religion, Politics, and the Modern West »]  (trad. de l'anglais par Jean-Pierre Ricard), Paris, Seuil, coll. « La Couleur des idées », 2010, 348 p. (ISBN 978-2-02-098034-0)
- La Gauche identitaire, l'Amérique en miettes [« The Once and Future Liberal: After Identity Politics »]  (trad. de l'anglais par Emmanuelle et Philippe Aronson), Paris, Stock, 2017, 160 p. (ISBN 978-2-234-08623-4)
- L'esprit de réaction [« The Shipwrecked Mind: On Political Reaction »]  (trad. de l'anglais par Hubert Darbon), Paris/Perpignan, Desclée de Brouwer, 2019, 216 p. (ISBN 978-2-220-09622-3)

### Ouvrages en anglais
- (en) The Once and Future Liberal : After Identity Politics, 2017, 160 p. (ISBN 978-0-06-269743-1)
- (en) The Shipwrecked Mind : On Political Reaction, New York Review Books, 2017, 145 p. (ISBN 978-1-59017-902-4 et 1-59017-902-1)
- (en) The Reckless Mind : Intellectuals and Politics, New York Review Books, 2016, 229 p. (ISBN 978-1-68137-116-0 et 1-68137-116-2)
- (en) The Stillborn God : Religion, Politics, and the Modern West, Knopf, 2007, 334 p. (ISBN 978-1-4000-4367-5 et 1-4000-4367-0)
- (en) The Legacy of Isaiah Berlin, New York, New York Review Books, 2001, 198 p. (ISBN 1-59017-009-1)
- (en) New French Thought : Political Philosophy, Princeton University Press, 1994 (ISBN 0-691-00105-7)
- (en) G.B. Vico : The Making of an Antimodern, Harvard University Press, 1994, 255 p. (ISBN 0-674-33963-0)
- (en) The Public Face of Architecture : Civic Culture and Public Spaces, Free Press, 1987, 512 p. (ISBN 0-02-911811-5, lire en ligne)

### Articles en français
- Mark Lilla et Xavier de la Porte, « Il faut se méfier des réactionnaires parce qu'ils ont réponse à tout », L'Obs,‎ 1er octobre 2019 (lire en ligne)
- Mark Lilla (trad. Jean-Pierre Ricard), « Le naufrage de la gauche », Le débat, no 198,‎ janvier 2018, p. 22-27
- Mark Lilla (trad. Olivier Postel-Vinay), « Le chevalier et le calife », Books, no 82,‎ 2017/3-4, p. 59-63
- Mark Lilla, Alexandre Devecchio, « Mark Lilla : "L'idéologie de la diversité a effacé le grand récit de l'histoire américaine" »,  Le Figaro,‎ 16 novembre 2016 (lire en ligne, consulté le 11 décembre 2016)
- Mark Lilla (trad. Jean-Pierre Ricard), « Les intellectuels et la tyrannie », Commentaire, no 152,‎ 2015, p. 775-786 (lire en ligne)
- « La fin de l'illusion d'une France sans frontière », Le Monde,‎ 25 novembre 2015 (lire en ligne)
- Mark Lilla (trad. Jean-Pierre Ricard), « Un âge illisible », Le débat, no 182,‎ mai 2014, p. 4-13
- Mark Lilla, « Déviances en démocratie », Le débat, no 81,‎ avril 1994, p. 118-120